# 伊麗莎白·瑪麗
伊麗莎白·瑪麗（日語：エリザベス・マリー；1988年11月26日—），本名 Elizabeth Rabone（伊麗莎白·拉伯恩），是出身於日本神奈川縣的女演員及編舞師。現為 Eri Office 旗下藝人。其表姊為日本藝人 Becky（原名：Rebecca Rabone、麗貝卡·拉伯恩）。

## 簡歷
Elizabeth Marry 有一位童星弟弟，父母是英國人和日本人；父親任職「IGB Network」執行董事（2004年8月 - 2016年3月）、「Network-i」東京澀谷區分部僕人領袖（2016年4月至今）兼業餘樵夫，兩名表姊 Rebecca Eri Rabone、Jessica JJ Rabone 均為藝人，前者同樣留在日本發展，後者則赴美國當舞蹈員。
Elizabeth Marry 自小仰慕大表姊 Becky 且視之為目標，遂從九歲開始涉足娛樂圈，曾使用藝名「水谷まり」（1997年8月 - 2011年4月）參演不少兒童音樂劇，亦曾以「Luna Marry」名義跟朋友 Lilith 組成二人組合「Aeon」（2011年3月31日- 2012年1月31日），主持多個網路電視節目，並由2011年起正式加入舞蹈劇團「CHAiroiPLIN」至今；同時又用另一名字「エリザベス・マリー」（2011年11月至現在）擔任跳舞組合「MiraSpider」隊長，與舞蹈員 Renah（平井麗奈）、Rico（宮原理子）、Arisa（蛭薙ありさ）、Amy、Yu-ki、Yui 一起參加多場公演（2012年2月1日- 2014年7月）。
2006- 2008年間，Elizabeth Marry 曾修讀桐朋學園藝術短期大學第42期戲劇專科課程，2013年經 Becky 透過社交網站發文介紹後，令她的推特支持者數目急增，其「可愛程度」更成了網上討論區話題，不久也因容貌跟 HKT48 Team KIV 成員村重杏奈相似，而再受到網民注目。她現時主力參演舞台劇、電影和擔任多個範疇的編舞師（大學期間已兼職小學體育教師）。

## 演出作品

### 電視劇
| 首播         | 劇名                                             | 角色                                  |
| 朝日電視台   |                                                  |                                       |
| 2012年       | GIRL'S TALK ～十人修女們                         | 慶 子（第1 - 3集）                    |
| 日本放送協會 |                                                  |                                       |
| 2017年       | 非常劇集2017〜10分鐘讓人生裡被壓抑的情感動起來〜 | 君 島（作品1「共唱這歌」）            |
| 2019年       | 夏空                                             | 迷迭香（第5週「小夏，哥哥在哪裡？」） |
| 日本電視台   |                                                  |                                       |
| 2019年       | CHEAT 詐欺師們請注意                             | Hanna（第5集）                        |

### 綜藝節目
| 首播               | 節目名                                            | 備註                                                      |
| 日本電視台         |                                                   |                                                           |
| 2006年             | 世代密林                                          | 12月嘉賓                                                  |
| 2013年             | ZIP！                                             | 8月1日嘉賓                                                |
| 2014年             | 什麼都要世界排行榜                                | 9月12日嘉賓（G20）                                        |
| 朝日電視台         |                                                   |                                                           |
| 2008年             | 想看看你的爸媽                                    | 5月嘉賓                                                   |
| 株式會社T&M        |                                                   |                                                           |
| 2010 - 2011年      | Ttime・World～渚之你回來了～                      | 主持（2010年10月31日 - 2011年3月26日）                    |
| 2011 - 2012年      | 大吃一驚！AKIBA NOW                               | 常駐演出嘉賓（2011年4月4日 - 10月5日）                    |
| 2011 - 2012年      | 大吃一驚！AKIBA NOW                               | 主持（2011年10月5日 - 2012年3月30日）                     |
| 2011年             | Aeon·Kingdom                                      | 主持（2011年4月8日 - 9月27日）                            |
| 2011年             | 想看！想出去！想弄！                              | 嘉賓（5月21日、7月16日、11月12日、2012年4月7日、9月15日） |
| 2011年             | 大家一起 MONDAY NIGHT21！                         | 嘉賓（8月29日）                                           |
| 2011年             | 非常喜歡神坂美羽的……！！                          | 助手（9月6、27日、10月11日、11月8日）                     |
| 2011年             | 專心一志！Cure Collection                         | 嘉賓（11月8日）                                           |
| 2012年             | Confetti ch                                       | 暫代主持（2月10日）                                       |
| 2012年             | 【特備節目】Liz 的想看！想出去！想弄！            | 主持（2月11日）                                           |
| 2012年             | Tuesday＠TV～AKIBA NOW～                          | 主持（2012年4月3日 - 6月26日）                            |
| 2012 - ？年        | Suiku1/2                                          | 主持（2012年4月25日 - ？）                                |
| 2012年             | 【特備節目】Suiku1/2番外篇～Kin12（Twelve）～     | 主持（2012年6月29日）                                     |
| @TV 東京本社Studio |                                                   |                                                           |
| 2012年             | 下課後公主的廣播部 Please！（真的）               | 7月10日嘉賓                                               |
| 2012年             | Sweet Chrismas Special                            | 12月25日嘉賓                                              |
| 富士電視台         |                                                   |                                                           |
| 2013年             | ASIA SHOPPING KING #004                           | 7月27日嘉賓                                               |
| Niconico動畫       |                                                   |                                                           |
| 2011年             | 培育 Elizabeth Marry！！（直播節目）              | 演出（11月4日）                                           |
| 2012年             | Elizabeth Marry 的 Lakatonia 實況 （直播節目）    | 演出（1月6日、3月2日）                                    |
| 2012年             | CUL＆緣聯合誕生祭2012【CUL＆結月緣】 （直播節目） | 演出（12月22日）                                          |
| 2013年             | Vocarevo Channel（直播節目）                      | 固定主持                                                  |

### 電影
| 首映   | 電影名                                        | 角色 / 備註           |
| 2011年 | 桃花期                                        | 電影開首的舞蹈員      |
| 2013年 | 牙狼GARO～蒼哭魔龍～                          | 妖 精（舞蹈員）       |
| 2016年 | D・Project 藤堂篇・土屋警部篇 （劇團6號Ceed） | 「Attackers」成員 LIZ |
| 2017年 | D・Project UDA篇・樋口君篇（劇團6號Ceed）     | 「Attackers」成員 LIZ |
| 2018年 | D・Project Sheena篇・栗生篇（劇團6號Ceed）    | 「Attackers」成員 LIZ |
| 2020年 | Deep Logic（劇團6號Ceed、ProjectYamaken）     | 「Attackers」成員 LIZ |

### 舞台劇
| 劇作列表                                                        | 劇作列表                                   | 劇作列表                                                                      | 劇作列表 |
| --------------------------------------------------------------- | ------------------------------------------ | ----------------------------------------------------------------------------- | -------- |
| 首演                                                            | 劇名                                       | 角色                                                                          |          |
| ？                                                              |                                            |                                                                               |          |
| 2000年8月12日、13日 （東邦生命大樓）                            | 音樂劇「TOKYO ALICE」                      |                                                                               |          |
| ？                                                              |                                            |                                                                               |          |
| 2001年3月26 - 29日 （銀座博品館劇場）                           | DANCE MUSICAL kiddy 2001 Live Your Dream   |                                                                               |          |
| ？                                                              |                                            |                                                                               |          |
| 2001年8月18、19日 （五反田Yupoto）                              | 音樂劇「葉子弗雷迪」                       |                                                                               |          |
| 2001年8月22日 （大阪節慶音樂廳）                                | 音樂劇「葉子弗雷迪」                       |                                                                               |          |
| ？                                                              |                                            |                                                                               |          |
| 2002年8月20 - 27日 （銀座博品館劇場）                           | 合家歡音樂劇「Coco・Smile3～虹色的旋律～」 | Haru（はる）                                                                  |          |
| 日本電視台                                                      |                                            |                                                                               |          |
| 2004年4月24日 - 5月9日（青山劇場）                              | 音樂劇「Annie」                            | Duffy                                                                         |          |
| 2004年8月20 - 22日 （新潟市民藝術文化會館）                     | 音樂劇「Annie」                            | Duffy                                                                         |          |
| 2004年8月27 - 29日 （愛知縣藝術劇場）                           | 音樂劇「Annie」                            | Duffy                                                                         |          |
| ？                                                              |                                            |                                                                               |          |
| 2005年7月8 - 12日 （天王洲銀河劇場）                            | 音樂劇「十二個月」                         | 女 官                                                                         |          |
| 2006年7月27 - 30日 （新宿全勞濟SPACE ZERO；東京公演 A Version） | 音樂劇「十二個月」                         | 女 官                                                                         |          |
| 2007年8月2 - 5日（THEATRE1010）                                 | 音樂劇「十二個月」                         | 女 官                                                                         |          |
| Theater Qublic                                                  |                                            |                                                                               |          |
| 2010年1月20 - 24日 （紀伊國屋Southern Theater TAKASHIMAYA）     | 為了誰的劍                                 | 伴舞團成員                                                                    |          |
| 進戲團夢命Classics                                              |                                            |                                                                               |          |
| 2010年12月22 - 26日 （新宿 Theater Sun Mall）                   | ku-gu-tu                                   | 伴舞團成員                                                                    |          |
| 株式會社Tinker Bell                                             |                                            |                                                                               |          |
| 2011年2月23 - 27日 （神樂坂die pratze）                         | 仲夏夜之夢                                 |                                                                               |          |
| G-Force Entertainment                                           |                                            |                                                                               |          |
| 2011年4月1 - 3日 （保谷Komorebi Hall）                          | The Kingdom Of Entertainment               |                                                                               |          |
| 東京 Panorama Theatre                                           |                                            |                                                                               |          |
| 2012年1月12 - 14日 （新宿FACE）                                 | Adam 與 Eve 的音樂椅                       |                                                                               |          |
| CORNFLAKES                                                      |                                            |                                                                               |          |
| 2012年7月27 - 31日 （俳優座劇場）                               | 雷神 -RAIJIN-                              | 舞蹈員                                                                        |          |
| Goburei Project                                                 |                                            |                                                                               |          |
| 2012年10月16 - 21日 （池袋 Theater Kassai）                     | Mio、Juri，還有……                          | Juri（Capulet 篇）                                                            |          |
| Freak box                                                       |                                            |                                                                               |          |
| 2013年1月16 - 20日（Gallery LE DECO）                           | 「Freak box」Vol.1                         | 特別演出嘉賓（1月19日）                                                       |          |
| Z團jr.                                                          |                                            |                                                                               |          |
| 2013年1月30日 - 2月4日（千本櫻Hall）                            | 男女的謊言                                 | 村瀨加奈子                                                                    |          |
| Alice In Project                                                |                                            |                                                                               |          |
| 2013年3月20 - 24日 （新馬場站六行會Hall）                       | Alice In Deadly School Alternative         | 巢宮春菜（光組）                                                              |          |
| 2019年2月10、11、14、16日 （池袋 Theater Kassai）               | Dance！Dance！Dance！ Alternative          | 斑鳩命                                                                        |          |
| Func A ScamperS 009                                             |                                            |                                                                               |          |
| 2013年5月1 - 5日 （新宿御苑前 Theater Sun Mall）                | CLOUD NINE                                 | 白 雨                                                                         |          |
| 姫君                                                            |                                            |                                                                               |          |
| 2013年6月26 - 30日 （池袋 Theater Green Base Theater）          | Freak box -RE:turns-                       | 貓 人（Cat Tam）                                                              |          |
| CHAiroiPLIN                                                     |                                            |                                                                               |          |
| 2007年12月7日 （赤坂 Suntory Hall）                             | 荀白克「淨夜」                             |                                                                               |          |
| 2008年4月20日 （調布市仙川劇場）                                | 信號機與少女                               |                                                                               |          |
| 2009年8月1 - 3日 （調布市仙川劇場）                             | 夏日記憶                                   |                                                                               |          |
| 2010年3月24日 （原宿 Astro Hall）                               | 嘩嘩嘩                                     |                                                                               |          |
| 2011年1月10日 （神樂坂Session House）                           | market                                     |                                                                               |          |
| 2012年8月13日 （日暮里d-倉庫）                                  | 郵差                                       |                                                                               |          |
| 2012年9月28 - 30日 （相鐵本多劇場）                             | 小豆～别致風味二～                         |                                                                               |          |
| 2013年9月17日、18日 （日暮里d-倉庫）                            | FRIEND〜取自安部公房戲曲《友達》〜         |                                                                               |          |
| 2014年8月3日 （世田谷 Public Theatre）                          | Tei-Mark×10                                |                                                                               |          |
| 2015年10月24日 - 11月1日（三鷹市藝術文化中心星之Hall）          | 三文錢的歌劇                               | 波莉·皮契爾                                                                   |          |
| 2015年11月21、22日 （神樂坂Session House）                      | 啊吧吧吧吧（芥川龍之介短篇小說）           |                                                                               |          |
| 2016年2月23日 （聖水Art Centre）                                | 三文錢的歌劇                               | 波莉·皮契爾                                                                   |          |
| 2016年3月25 - 31日（東京藝術劇場 Theater West）                 | 胡桃夾子                                   | 克拉拉                                                                        |          |
| 2017年12月2、3日 （新大久保東京環球劇場）                       | BALLO～羅密歐與朱麗葉～                    | 朱麗葉                                                                        |          |
| 2018年4月21 - 30日 （三鷹市藝術文化中心星之Hall）               | ERROR〜跳躍小説4〜                         |                                                                               |          |
| 2018年8月6 - 12日 （東池袋 Owlspot Theater）                    | THE GIANT PEACH                            | 瓢 蟲                                                                         |          |
| 2019年1月25、26日 （新大久保東京環球劇場）                      | TIC-TAC〜哈姆雷特〜                        | 雷爾提                                                                        |          |
| 2019年10月23日 （神奈川縣立青少年中心 Studio HIKARI）           | Magcultheater 2019                         |                                                                               |          |
| 2020年3月5 - 8日 【中止】 （東池袋 Owlspot Theater）            | 盛開的樱花林下                             |                                                                               |          |
| 地球Gorgeous                                                    |                                            |                                                                               |          |
| 2014年1月8日 - 2月20日（赤坂ACT劇場）                           | 再生之翼                                   | Dish 民                                                                       |          |
| 2014年2月26日 - 3月1日（愛知縣藝術劇場）                        | 再生之翼                                   | Dish 民                                                                       |          |
| 2014年3月7 - 12日 （Canal City劇場）                            | 再生之翼                                   | Dish 民                                                                       |          |
| 2014年3月18 - 31日 （梅田藝術劇場）                             | 再生之翼                                   | Dish 民                                                                       |          |
| Alii entertainment                                              |                                            |                                                                               |          |
| 2014年5月2 - 6日 （池袋 Theater Green BOX in BOX THEATER）      | LADYBIRD, LADYBIRD                         | 甲 蟲                                                                         |          |
| 2014年5月2 - 6日 （池袋 Theater Green BOX in BOX THEATER）      | LADYBIRD, LADYBIRD                         | 蟑 螂                                                                         |          |
| X-QUEST                                                         |                                            |                                                                               |          |
| 2014年6月11 - 22日 （王子小劇場）                               | 燈塔水母 實驗都市 Marvelous 之反擊         | 迷你水母人                                                                    |          |
| Inuccoro演劇集團                                                |                                            |                                                                               |          |
| 2014年7月24 - 28日 （劇場MOMO）                                 | 戀愛反英雄                                 | 粉紅戰士                                                                      |          |
| 龍平Company                                                     |                                            |                                                                               |          |
| 2014年8月28日 - 9月7日（青山圓形劇場）                          | Twelve                                     | 7號                                                                           |          |
| S.A.B. Company、往來劇團                                        |                                            |                                                                               |          |
| 2014年9月13 - 15日 （新國立劇場小劇場THE PIT）                  | Life pathfinder 2014                       | 須磨英理                                                                      |          |
| Bunkamura、大人計劃                                             |                                            |                                                                               |          |
| 2014年12月5 - 30日（Bunkamura Theatre Cocoon）                  | 漂亮〜一個與神見面的女子〜                 | Aida（アイダ）                                                                |          |
| Pop'n Mushroom Chicken 小子                                     |                                            |                                                                               |          |
| 2015年2月22日 - 3月1日（新宿 Theater Sun Mall）                 | 孤獨的藍調・雷德菲爾                       | 政府高官女兒                                                                  |          |
| 6號Ceed劇團                                                     |                                            |                                                                               |          |
| 2015年4月15 - 21日 （西新宿新宿村LIVE）                         | The Voice Actor                            | 大等一里                                                                      |          |
| 2016年1月27 - 31日 （新馬場站六行會Hall）                       | Mates！                                    | Kyon（キョン）                                                                |          |
| 2016年9月7 - 11日 （中野The Pocket）                            | Life is Numbers                            | 高橋四葉                                                                      |          |
| 2017年4月5 - 12日 （池袋 Theater Kassai）                       | 人生的重要部分正被膠帶限制 現代篇          | 綾川春姫                                                                      |          |
| 2017年4月15 - 23日 （池袋 Theater Kassai）                      | 人生的重要部分正被膠帶限制 大正時代篇      | 林 Kimu 子                                                                    |          |
| 2017年6月7 - 11日 （池袋 Theater Kassai）                       | 不能說不好意思的人們                       | 淺宮・Stephanie・亞希子                                                       |          |
| 2017年11月23日 （池袋 Theater Kassai）                          | D・密里根的客人                            | 郵 差（一天一換演出嘉賓）                                                     |          |
| 2018年5月30日 - 6月3日（新馬場站六行會Hall）                    | TRUSH！                                    | Poi（ポイ）                                                                   |          |
| 2018年11月30日 - 12月8日（日程 B） （池袋 Theater Kassai）      | 劇作家、小説家與編劇                       | Minus                                                                         |          |
| 片肌☆俱利迦羅紋紋一座                                           |                                            |                                                                               |          |
| 2015年7月15 - 19日 （池袋 Theater Green BIG TREE THEATER）      | 振袖大火                                   | 橋立花魁                                                                      |          |
| 世田谷文化財團                                                  |                                            |                                                                               |          |
| 2015年8月5日 - 9日（Theatre Trum）                              | 跳躍漫畫「鳥獸戲畫」                       | 兔 子                                                                         |          |
| Hotpot Cooking                                                  |                                            |                                                                               |          |
| 2016年4月29日 - 5月2日（新宿村LIVE）                            | 神志不清的 Timeslidol                      | Sentimental・Global・Dining Kitchen                                           |          |
| 2016年4月29日 - 5月2日（新宿村LIVE）                            | 神志不清的 Timeslidol                      | 土（つち）                                                                    |          |
| Roji9（□字ック）                                                |                                            |                                                                               |          |
| 2016年6月29日 - 7月3日（東京藝術劇場 Theater West）             | 荒川、神 Killer Tune                       | Shiori（シオリ）                                                              |          |
| 2016年7月9、10日 （穗之國豐橋藝術劇場PLAT Art Space）           | 荒川、神 Killer Tune                       | Shiori（シオリ）                                                              |          |
| Jetrag                                                          |                                            |                                                                               |          |
| 2016年10月7 - 18日 （新宿 SPACE 雜遊）                          | 我是明星                                   | 長谷川 Keme 子                                                                |          |
| Parco                                                           |                                            |                                                                               |          |
| 2017年1月11 - 22日 （EX Theater Roppongi）                      | 歌廳                                       | Kit Kat Girl                                                                  |          |
| 2017年1月26 - 29日 （横濱KAAT神奈川藝術劇場）                   | 歌廳                                       | Kit Kat Girl                                                                  |          |
| 2017年2月3 - 5日 （大阪節慶音樂廳）                             | 歌廳                                       | Kit Kat Girl                                                                  |          |
| 2017年2月10 - 12日 （仙台Sun Plaza大廳）                        | 歌廳                                       | Kit Kat Girl                                                                  |          |
| 2017年2月17 - 19日 （刈谷市總合文化中心大廳）                   | 歌廳                                       | Kit Kat Girl                                                                  |          |
| 2017年2月24 - 26日 （福岡太陽宮大廳）                           | 歌廳                                       | Kit Kat Girl                                                                  |          |
| 朝劇 西新宿                                                     |                                            |                                                                               |          |
| 2017年7月12日 （GLASS DANCE 新宿店）                            | 戀愛離心力                                 | 演出嘉賓                                                                      |          |
| 2019年3月31日 （GLASS DANCE 新宿店）                            | 愛的回轉式                                 | 演出嘉賓                                                                      |          |
| 日本總合悲劇協會                                                |                                            |                                                                               |          |
| 2017年8月10 - 31日 （東京藝術劇場 Theatre East）                | 業音                                       | 舞蹈員                                                                        |          |
| 2017年9月16 - 18日（Solaria Stage 西鐵Hall）                    | 業音                                       | 舞蹈員                                                                        |          |
| 2017年9月29、30日 （松本市民藝術館實驗劇場）                    | 業音                                       | 舞蹈員                                                                        |          |
| 2017年10月5 - 7日 （巴黎日本文化會館大廳）                      | 業音                                       | 舞蹈員                                                                        |          |
| 舞台「文豪Stray Dogs」製作委員會                                |                                            |                                                                               |          |
| 2017年12月22 - 24日 （横濱KAAT神奈川藝術劇場）                  | 舞台「文豪Stray Dogs」                     | 伴舞團成員                                                                    |          |
| 2018年1月12、13日 （森之宮Piloti Hall）                         | 舞台「文豪Stray Dogs」                     | 伴舞團成員                                                                    |          |
| 2018年1月31日 - 2月4日（AiiA 2.5 Theater Tokyo）                | 舞台「文豪Stray Dogs」                     | 伴舞團成員                                                                    |          |
| ROCKSTAR有限公司 / Condors                                      |                                            |                                                                               |          |
| 2018年2月11、12日 （東池袋 Owlspot Theater）                    | 可能性之群獣2018                           |                                                                               |          |
| 紙上談兵                                                        |                                            |                                                                               |          |
| 2018年3月10日 - 18日 （吉祥寺Theater）                          | 沒有「歡迎回來」的鄉鎮便沒有色彩           | Toki（トキ）                                                                  |          |
| 吃柿子的人                                                      |                                            |                                                                               |          |
| 2018年7月11 - 16日 （天王洲 銀河劇場）                          | 半神                                       | 怪 物                                                                         |          |
| 2018年7月19 - 22日 （松下IMP Hall）                             | 半神                                       | 怪 物                                                                         |          |
| DMF劇團                                                         |                                            |                                                                               |          |
| 2018年8月29日 - 9月2日（新宿御苑前 Theater Sun Mall）           | 名家 魔女與幕末英雄                        | 言 秀                                                                         |          |
| 2018年8月29日 - 9月2日（新宿御苑前 Theater Sun Mall）           | 名家 魔女與幕末英雄                        | 伊邪那                                                                        |          |
| 舞台「文豪Stray Dogs 黑之時代」製作委員會                       |                                            |                                                                               |          |
| 2018年9月22日 - 10月8日 （東池袋 Sunshine Theatre）             | 舞台「文豪Stray Dogs 黑之時代」            | 伴舞團成員                                                                    |          |
| 2018年10月13、14日 （森之宮Piloti Hall）                        | 舞台「文豪Stray Dogs 黑之時代」            | 伴舞團成員                                                                    |          |
| 下課後Beer Time                                                 |                                            |                                                                               |          |
| 2018年11月2 - 4日 （Stage Café下北澤亭）                        | 關東煮開始了。                             | （一天一換演出嘉賓、只演出11月4日）                                           |          |
| 室蘭VOX                                                         |                                            |                                                                               |          |
| 2018年11月16日 （室蘭市市民會館）                               | 天地一沙鷗之天鵝湖                         |                                                                               |          |
| 小川細川企劃                                                    |                                            |                                                                               |          |
| 2019年2月27日 - 3月3日 （池袋 Theater Kassai）                  | 變得華麗吧！快要發瘋的綾                   | 海部里                                                                        |          |
| 舞台「文豪Stray Dogs 三社鼎立」製作委員會                       |                                            |                                                                               |          |
| 2019年6月8、9日 （北上市文化交流Center Sakura Hall）            | 舞台「文豪Stray Dogs 三社鼎立」            | 露西·蒙哥馬利                                                                 |          |
| 2019年6月14 - 16日 （久留米City Plaza The Grand Hall）          | 舞台「文豪Stray Dogs 三社鼎立」            | 露西·蒙哥馬利                                                                 |          |
| 2019年6月21、22日 （名古屋市公會堂）                            | 舞台「文豪Stray Dogs 三社鼎立」            | 露西·蒙哥馬利                                                                 |          |
| 2019年6月27 - 30日 （森之宮Piloti Hall）                        | 舞台「文豪Stray Dogs 三社鼎立」            | 露西·蒙哥馬利                                                                 |          |
| 2019年7月3 - 10日 （日本青年館Hall）                            | 舞台「文豪Stray Dogs 三社鼎立」            | 露西·蒙哥馬利                                                                 |          |
| 舞台「幽☆遊☆白書」製作委員會                                    |                                            |                                                                               |          |
| 2019年8月28日 - 9月2日 （Theatre1010）                          | 舞台「幽☆遊☆白書」                         | 幻 海 木部夏子 喜多嶋麻彌 Masuru（マサル） 螢子母親 藏馬母親                  |          |
| 2019年9月4 - 8日 （森之宮Piloti Hall）                          | 舞台「幽☆遊☆白書」                         | 幻 海 木部夏子 喜多嶋麻彌 Masuru（マサル） 螢子母親 藏馬母親                  |          |
| 2019年9月10 - 13日 （福岡 Momochi Palace）                      | 舞台「幽☆遊☆白書」                         | 幻 海 木部夏子 喜多嶋麻彌 Masuru（マサル） 螢子母親 藏馬母親                  |          |
| 2019年9月20 - 22日 （一宮市民會館）                             | 舞台「幽☆遊☆白書」                         | 幻 海 木部夏子 喜多嶋麻彌 Masuru（マサル） 螢子母親 藏馬母親                  |          |
| 2020年12月5 - 15日 （品川王子大飯店 演奏廳 Stellar Ball）       | 舞台「幽☆遊☆白書」其之貳                   | 幻 海 妖怪眼珠 傳遞薔薇棘鞭刃的妖精 傳遞靈劍的妖精 擬人類 BBC 女              |          |
| 2020年12月20日 （酷日本公園大阪 WW廳）                          | 舞台「幽☆遊☆白書」其之貳                   | 幻 海 妖怪眼珠 傳遞薔薇棘鞭刃的妖精 傳遞靈劍的妖精 擬人類 BBC 女              |          |
| 2020年12月23 - 30日 （京都劇場）                                | 舞台「幽☆遊☆白書」其之貳                   | 幻 海 妖怪眼珠 傳遞薔薇棘鞭刃的妖精 傳遞靈劍的妖精 擬人類 BBC 女              |          |
| Bunkamura、大人計劃                                             |                                            |                                                                               |          |
| 2019年12月4 - 29日 （Bunkamura Theatre Cocoon）                 | 漂亮〜一個與神見面的女子〜                 | 合唱團成員 抗拒大豆兵的主婦 艷舞女郎 生日會嘉賓 記 者 女護士 娼 婦 魔術團成員 |          |
| 2020年1月13 - 19日 （福岡博多座）                               | 漂亮〜一個與神見面的女子〜                 | 合唱團成員 抗拒大豆兵的主婦 艷舞女郎 生日會嘉賓 記 者 女護士 娼 婦 魔術團成員 |          |
| 2020年1月25日 - 2月2日 （大阪節慶音樂廳）                       | 漂亮〜一個與神見面的女子〜                 | 合唱團成員 抗拒大豆兵的主婦 艷舞女郎 生日會嘉賓 記 者 女護士 娼 婦 魔術團成員 |          |
| 東京Labo                                                        |                                            |                                                                               |          |
| 2020年6月15日 （線上朗讀劇）                                    | 葉櫻與魔笛                                 |                                                                               |          |
| 東映製作                                                        |                                            |                                                                               |          |
| 2020年7月23日 - 8月2日 （東池袋 Sunshine Theatre）              | 舞台「派遣死神事件帖 -鎮魂俠曲-」          | 虛 無                                                                         |          |
| 2020年8月5 - 9日 （梅田藝術劇場 Theater Drama City）            | 舞台「派遣死神事件帖 -鎮魂俠曲-」          | 虛 無                                                                         |          |
| 2020年8月13日 （福岡太陽宮）                                    | 舞台「派遣死神事件帖 -鎮魂俠曲-」          | 虛 無                                                                         |          |
| 2020年8月15日 （上野學園Hall）                                  | 舞台「派遣死神事件帖 -鎮魂俠曲-」          | 虛 無                                                                         |          |

### 舞蹈公演
| 日期                            | 內容                                                   | 備註                                               |
| 以「MiraSpider / MiraSpiR」名義 |                                                        |                                                    |
| 2012年2月14日                   | 從澀谷飛出去！！女子祭典2012                           | 與神坂美羽一同演出 地點：Shibuya O-EAST            |
| 2012年3月1日                    | ChuriSta 首張迷你合輯發售記念現場巡迴表演2012          | 地點：Music Restaurant LaDonna                     |
| 2012年3月5、6日                 | SHIBUYA IDOL COLLECTION                                | 地點：澀谷DESEO                                    |
| 2012年3月10日                   | GIRLS SPACE                                            | 獨立演出 地點：原宿 Astro Hall                     |
| 2012年3月17日                   | Fantastic                                              | 地點：澀谷DESEO                                    |
| 2012年3月17日                   | FREE BOMBER！！                                        | 地點：澀谷DESEO                                    |
| 2012年3月21日                   | 從澀谷飛出去！！女子祭典2012 extra                     | 地點：Shibuya O-EAST                               |
| 2012年4月9日                    | “Curedoll Presents” Forever32～Papillon Nagi誕生祭SP～ | 地點：澀谷REX                                      |
| 2012年4月19日                   |                                                        | 地點：澀谷REX                                      |
| 2012年4月29日                   | Fantastic                                              | 地點：Shibuya O-Crest                              |
| 2012年5月15日                   | 從澀谷飛出去！！女子祭典2012                           | 獨立演出 地點：Shibuya O-EAST                      |
| 2012年5月20日                   | 連勝下去！Pistachio vol.40                             | 獨立演出 地點：大久保HOT SHOT                      |
| 2012年6月3日                    | 歌姫與角宿一 ～SEASON 1～                              | 地點：澀谷REX                                      |
| 2012年6月21日                   | Curedoll presents Cure Collection SEASON 1             | 地點：Holiday Shinjuku                             |
| 2012年7月1日                    | ULTIMATE GIRL’s POWER Festival 2012                    | 地點：池袋AMLUX Hall                               |
| 2012年7月7日                    | 歌姫與角宿一 ～SEASON 3～                              | 地點：澀谷RUIDO K2                                 |
| 2012年7月17日                   | ROPPONGI IDOL COLLECTION                               | 地點：morph-tokyo                                  |
| 2012年7月19日                   | Pure Girls Vol.1                                       | 地點：澀谷RUIDO K3                                 |
| 2012年7月22日                   | Summer Memories 2012                                   | 地點：原宿 Astro Hall                              |
| 2012年8月18日                   | 歌姫與角宿一 ～SEASON 4～                              | 地點：澀谷Milkyway                                 |
| 2012年8月26日                   | 關谷彩花Birthday Live2012（假）                        | 地點：澀谷REX                                      |
| 2012年8月26日                   | Summer Memories 2012 Final                             | 地點：澀谷Club asia                                |
| 2012年9月17日                   | 乱舞狂咲ー第1幕ー                                      | 地點：澀谷Milkyway                                 |
| 2012年9月23日                   | 歌姫與角宿一 ～SEASON 5～                              | 地點：澀谷REX                                      |
| 2012年10月27日                  |                                                        | 地點：澀谷Milkyway                                 |
| 2012年10月31日                  |                                                        | 地點：澀谷Glad                                     |
| 2012年11月3日                   | 歌姫與角宿一 ～SEASON 6～                              | 地點：澀谷REX                                      |
| 2012年11月7日                   | EMU TOKYO COLLECTION Vol.4                             | 地點：Shibuya O-EAST                               |
| 2012年11月13日                  | Mira Spa Bar                                           | 地點：秋葉原聲優cafe'                              |
| 2012年11月21日                  | rena after birth day party！                           | 地點：Holiday Shinjuku                             |
| 2012年11月27日                  | 昭和Nostalgic～辰女亂舞～                              | 地點：秋葉原聲優cafe'                              |
| 2012年12月15日                  | 2012年12月12日便21歲了                                 | 地點：澀谷某地方                                   |
| 2012年12月29日                  | 澀谷檸檬梳打                                           | 獨立演出 地點：Shibuya O-NEST                      |
| 2013年2月23日                   | Ayaumi的生日會                                         | 地點：Birth Shinjuku                               |
| 2013年3月10日                   | SHINJUKU ULTIMATE☆LIVE!! vol.5                         | 地點：新宿RUIDO K4                                 |
| 2013年4月8日                    |                                                        | 地點：Shibuya O-EAST                               |
| 2013年5月30日                   | 惠比壽祭典vol.85                                       | 地點：Birth Shinjuku                               |
| 2013年6月6日                    | 從澀谷飛出去！！女子祭典2013～太田有紀誕生Special～    | 地點：Shibuya O-EAST                               |
| 2013年6月16日                   | 色彩RECORDS FREE LIVE                                  | 地點：澀谷RUIDO K2                                 |
| 2013年6月19日                   | SHIBUYA GIRLS SHOW TIME                                | 地點：澀谷DESEO                                    |
| 2013年6月22日                   | 雛乃・Suzuchi・Arisa聯合誕生祭                         | 地點：高田馬場CLUB PHASE                           |
| 2013年8月25日                   | 澀谷Entame LIVE 1部                                    | 地點：澀谷Entame Stage                             |
| 2013年10月3日                   |                                                        | 地點：Shibuya O-EAST                               |
| 2013年10月14日                  | Feam Super Festival "Rina 4→5～Rina2013誕生祭～" =DAY= | 地點：吉祥寺CLUB SEATA                             |
| 2013年10月22日                  | 柚原凪Presents！～Halloween Partyー2013～              | 地點：澀谷DESEO                                    |
| 2013年10月26日                  | 昭和Nostalgic～辰女亂舞・第二章～                      | 地點：Tangerine 澀谷                               |
| 2013年10月27日                  | 日本女子體育大學學園祭「健美祭Dance Contest2013」      | 與 SpiRaL 一同演出 地點：日本女子體育大學第2體育館 |
| 2014年5月17日                   |                                                        | 只擔任編舞指導 地點：惠比壽                        |

### 配音
| 年份   | 內容                                     | 角色             |
| 2013年 | あみたん娘（富山縣高岡市觀光宣傳吉祥物） | Cecile（セシル） |

### 音樂錄像
| 年份   | 歌名                                       | 歌手             |
| ？年   |                                            | 持田香織         |
| 2010年 | 中3インマイドリームス~行ってみたいなL.Aに~ | THE冠            |
| 2020年 | HELLO                                      | Official髭男dism |

### 廣告
| 年份   | 產品                                   |
| 1998年 | 神奇寶貝劇場版：超夢的逆襲（戲院專用） |
| 1998年 | 優衣庫（平面廣告）                     |
| 2003年 | 車樂美「湯名人」                       |

### 電台節目
- 2011年6月2日：櫔木放送《Rie's Deli POPーJ》 - 嘉賓

### 其他
| 日期               | 內容                                                                               | 備註                                                  |
| 1997年8月          | Cutie Kids Contest                                                                 | 亞軍 地點：Laforet原宿                                |
| 2003年12月23日     | 丸美屋食品音樂劇「Annie」聖誕節比賽2003                                            | 參加者 地點：青山劇場                                 |
| 2004年12月         | 丸美屋食品音樂劇「Annie」聖誕節比賽2004～聖誕節的不可思議～ （页面存档备份，存于） | 參加者 地點：東京厚生年金會館                         |
| 2005年12月         | 丸美屋食品音樂劇「Annie」聖誕節比賽2005                                            | 參加者 地點：東京厚生年金會館                         |
| 2004年9月          | 靜岡國際園藝博覽會及第21回全國都市綠化展                                           | 演出手語舞蹈 地點：濱松花卉公園                       |
| 2004年11月2日      | 第31屆NHK日本賞頒獎典禮                                                            | 演出手語舞蹈 地點：NHK大廳                            |
| 2005年3月、6 - 8月 | 2005年國際博覽會                                                                   | 演出手語舞蹈 （開幕儀式及「Japan Day & Japan Week」） |
| 2010年9月11、12日  | 0 zero                                                                             | BEATNIK STUDIO 主辦 地點：日本青年館大表演廳          |
| 2011年3月3日       | Soul Sign                                                                          | G-Force Entertainment 主辦 地點：淺草Little Theatre   |
| 2011年7月17日      | Marvule Collection2011                                                             | 擔任舞蹈員 地點：SHIBUYA-AX                           |
| 2011年7月31日      | 「秋葉原女僕潑水娘活動2011」開幕禮                                                 | 擔任嘉賓 地點：神田明神                               |
| 2011年12月22日     | VOCALOID - VOCAREVO 專用角色 Culnoza（CUL）                                        | 擔任動作捕捉部分                                      |
| 2011年12月28日     | Triple Play                                                                        | 擔任舞蹈員 地點：紅葉山文化中心（中野Zero小廳）       |
| 2011年10月20日     | 從澀谷飛出去！！女子祭典2011 3days SP                                              | 擔任舞蹈員 地點：Shibuya O-EAST                       |
| 2011年11月27日     | 2011 UZ's LAST Live～The LOVE & JUNKs and Friends                                  | 擔任嘉賓 地點：Abbey Road 六本木                      |
| 2011年12月30日     | Break Girls Festival at 赤坂BLITZ                                                  | 擔任舞蹈員 地點：赤坂BLITZ                            |
| 2012年11月15日     | 擁有麻菜                                                                           | 擔任嘉賓 地點：Gra-sta！水天宮前Studio                |
| 2013年8月3日       | 高岡七夕祭2013                                                                     | 擔任特別嘉賓 地點：高岡大和横舊萬葉之杜               |
| 2015年6月27、28日  | SKELT 8 BAMBINO One Man Live colors〜HANABI〜                                      | 演出嘉賓 地點：吉祥寺 CLUB SEATA                      |
| 2018年11月23日     | Elizabeth Marry 誕生祭～祝·三十歲～                                                | 主角 地點：新宿RED NOSE                               |
| 2018年12月27日     | 演員100人展                                                                        | 擔任嘉賓 地點：澀谷 LE DECO                           |
| 2018年12月31日     | TTT2018CDL FINAL                                                                   | 擔任嘉賓 地點：池袋 Theater Kassai                    |
| 2019年9月14 - 16日 | A 舞動故事                                                                         | 擔任助手 地點：德島縣鄉土文化會館                     |

## 音樂作品

### 未出碟歌曲
- 2011年：《Judgement》

## 編舞作品

### 舞台劇
| 首演                                                | 劇名                             | 備註                                                         |
| 進戲團夢命Classics                                  |                                  |                                                              |
| 2010年12月22 - 26日                                 | ku-gu-tu                         | 地點：新宿 Theater Sun Mall                                  |
| @emotion                                            |                                  |                                                              |
| 2013年11月2 - 4日                                   | Re：black                        | 地點：WestEndStudio                                          |
| Pay It Forward                                      |                                  |                                                              |
| 2016年3月30日 - 4月3日                              | 讓你記起                         | 地點：新宿村LIVE                                             |
| Hotpot Cooking                                      |                                  |                                                              |
| 2016年4月29日 - 5月2日                              | 神志不清的 Timeslidol            | 地點：新宿村LIVE                                             |
| 株式會社PKP                                         |                                  |                                                              |
| 2016年8月11日                                       | 派對人士！！〜不屈的夏天〜       | 地點：下北空間Liberty                                        |
| Alice In Project                                    |                                  |                                                              |
| 2012年11月21 - 25日                                 | Last Holiday～不完的歌～         | 地點：東長崎小劇場T-rapport                                  |
| 2016年8月11 - 21日                                  | Alice In Deadly School Paradox   | 地點：池袋 Theater Kassai                                    |
| 2016年9月28日 - 10月2日                             | 魔銃施主編年史                   | 地點：新馬場站六行會Hall                                     |
| 2016年12月7 - 11日                                  | GIRLS TREK                       | 地點：新宿 Theater Brats                                     |
| 2017年1月11 - 15日                                  | 真實傳說・盛夏銀河裡的流星雪     | 地點：新馬場站六行會Hall                                     |
| 2017年7月5 - 9日                                    | Quantum Dolls 2017               | 地點：新馬場站六行會Hall                                     |
| 2017年9月13 - 18日                                  | 少女齊唱無盡的歌                 | 地點：新宿村LIVE                                             |
| 2017年10月4 - 9日                                   | Alice In Deadly School・Nocturne | 地點：新宿村LIVE                                             |
| 2018年10月3 - 8日                                   | Quantum memories                 | 開首部分編舞師 地點：新宿村LIVE                              |
| 2018年11月7 - 18日                                  | 輸入朋友                         | 開首部分編舞師 地點：池袋 Theater Kassai                     |
| 2019年11月7 - 10日                                  | Alice In Deadly School・連繫     | 地點：新宿村LIVE                                             |
| ASSH                                                |                                  |                                                              |
| 2017年2月15 - 19日                                  | SOUL FLOWER ver.2017             | 地點：新宿村LIVE                                             |
| Odd Stage                                           |                                  |                                                              |
| 2017年3月29日 - 4月2日                              | 魔法陣都市                       | 地點：新宿 Theater Sun Mall                                  |
| Southern’X                                          |                                  |                                                              |
| 2017年4月18 - 23日                                  | 星空 Harmony                     | 地點：CBGK Shibugeki！！                                     |
| 6號Ceed劇團                                         |                                  |                                                              |
| 2018年5月30日 - 6月3日                              | TRUSH！                          | 總編舞師 地點：新馬場站六行會Hall                            |
| DMF劇團                                             |                                  |                                                              |
| 2018年8月29日 - 9月2日                              | 名家 魔女與幕末英雄              | 地點：新宿御苑前 Theater Sun Mall                            |
| 舞台「文豪Stray Dogs 黑之時代」製作委員會           |                                  |                                                              |
| 2018年9月22日 - 10月8日 （東池袋 Sunshine Theatre） | 舞台「文豪Stray Dogs 黑之時代」  | 編舞助手                                                     |
| 2018年10月13、14日 （森之宮Piloti Hall）            | 舞台「文豪Stray Dogs 黑之時代」  | 編舞助手                                                     |
| 殺鹿劇團                                            |                                  |                                                              |
| 2019年2月27日 - 3月3日                              | 山犬                             | 編舞助手 地點：大阪 ABC Hall                                 |
| 舞台「巖窟王 Le théâtre」製作委員會                 |                                  |                                                              |
| 2019年12月20 - 28日                                 | 巖窟王 Le théâtre                | 演出助手 地點：國民共濟 coop Hall（全勞濟Hall / Space Zero） |
| 奈奈丸計劃                                          |                                  |                                                              |
| 2020年2月21 - 23日                                  | 原爆下的孩子                     | 開首部分編舞師 地點：風姿花傳 Theatre                        |
| Pop'n Mushroom Chicken 小子                         |                                  |                                                              |
| 2020年6月20 - 28日                                  | R 老人的身後事、答我吧，這隻方舟 | 地點：新宿 Theater Sun Mall                                  |

### 音樂錄像
| 年份   | 歌名                              | 歌手                           |
| 2012年 | CHANCE！                          | BASEBALL GIRLS55               |
| 2015年 | KALISOME                          | 虹色幻想曲 〜Prism・Fantasia〜 |
| 2015年 | 浪漫派幻想曲〜Romantic Fantasia〜 | 虹色幻想曲 〜Prism・Fantasia〜 |
| 2016年 | 魔銃施主編年史                    | Alice In Alice                 |
| 2016年 | 最強純情DNA                       | 夢幻可憐基因                   |
| 2016年 | DDK -哪裡的人都給我放馬過來-      | 夢幻可憐基因                   |
| 2016年 | SAMURAI DRIVE                     | 虹色幻想曲 〜Prism・Fantasia〜 |
| 2016年 | 戀愛 = 心動 + 魔法                | PrincessGarden-姫庭-           |
| 2017年 | ωe are the HERO！！               | NωA                            |
| 2017年 | 向星星祈禱                        | 如果你是我的王子殿下           |
| 2017年 | 初戀                              | 如果你是我的王子殿下           |
| 2017年 | Sunny                             | 如果你是我的王子殿下           |
| 2017年 | 未來                              | 如果你是我的王子殿下           |
| 2018年 | 一如黑天鵝般                      | 藍色星群                       |
| 2019年 | 愛昧Me                            | 藍色星群                       |
| 2019年 | 螢石恨                            | 藍色星群                       |
| 2019年 | 太陽系灰姑娘                      | 範式多變                       |

### 其他
| 日期           | 內容                                             | 備註                                |
| 2012年12月20日 | 柊木莉緒 1st birthday One Man Live               | 擔任編舞指導                        |
| 2016年12月10日 | PKP 祭典 2016限定 Dance Unit「octave」           | 地點：代代木Muse音樂學院            |
| 2017年2月4日   | PKP 祭典 2017〜手牽手〜                          | 地點：代代木Muse音樂學院            |
| 2017年5月6日   | PKP 祭典 vol.3                                   | 地點：代代木Muse音樂學院            |
| 2018年11月5日  | 甜味巧克力是戀愛的味道・初次公演第一夜<單獨公演> | 擔任編舞指導 地點：代官山 SPACE ODD |
| 2020年8月11日  | 刀劍亂舞 大演練 ～候客間～                       | 擔任舞台指導 地點：東京巨蛋         |

## 資料來源
1. 1 2  . 日本電視台. 2013-08-01  [2015-09-12]. （原始内容存档于2018-08-26） （日语）.
2. ↑  . とうふのかど - So-net部落格. 2009-12-23  [2015-09-12]. 原始内容存档于2019-02-16 （日语）.
3. ↑  . 水谷まり - Ameba部落格. 2011-03-11  [2015-09-12]. 原始内容存档于2019-02-16 （日语）.
4. 1 2  . CHAiroiPLIN. 2017-02-23  [2018-01-01]. 原始内容存档于2019-02-16 （日语）.
5. ↑  . Twitter（liz_marry1126）. 2019-09-30  [2019-09-30]. （原始内容存档于2019-09-29） （日语）.
6. ↑  . MiraSpider - Ameba部落格. 2012-04-27  [2015-09-12]. 原始内容存档于2019-02-16 （日语）.
7. ↑  . 水谷まり - Ameba部落格. 2010-02-01  [2015-09-12]. 原始内容存档于2018-08-21 （日语）.
8. 1 2  . Sugar & Spice. 2013-08-27  [2015-09-12]. 原始内容存档于2006-06-20 （日语）.
9. ↑  . 水谷まり - Ameba部落格. 2010-03-31  [2015-09-12]. 原始内容存档于2018-08-21 （日语）.
10. ↑  . Liz / エリザベス･マリー - GREE Blog. 2011-08-11  [2015-09-12]. 原始内容存档于2019-02-16 （日语）.
11. 1 2 3  . Liz / エリザベス･マリー - GREE Blog. 2012-01-31  [2015-09-12]. 原始内容存档于2019-02-16 （日语）.
12. ↑  . Nearly Equal. 2013-07-27  [2013-07-27]. 原始内容存档于2013-07-27 （日语）.
13. ↑  . 吉永剛志 - Ameba部落格. 2014-09-13  [2015-09-12]. 原始内容存档于2019-02-16 （日语）.
14. ↑  . 吉永剛志 - Ameba部落格. 2015-06-28  [2015-09-12]. 原始内容存档于2018-08-20 （日语）.
15. ↑  . Twitter（liz_marry1126）. 2019-10-01  [2019-10-01]. （原始内容存档于2019-10-01） （日语）.
16. ↑  . Liz / エリザベス･マリー - GREE Blog. 2011-10-01  [2015-09-12]. 原始内容存档于2018-08-22 （日语）.
17. ↑  . Elizabeth Marry（@liz_marry1126） - Twitter. 2013-07-11  [2018-01-01]. （原始内容存档于2019-02-16） （日语）.
18. ↑  . 水谷まり - Ameba部落格. 2011-03-19  [2015-09-12]. 原始内容存档于2019-02-16 （日语）.
19. 1 2  . Liz / エリザベス･マリー - GREE Blog. 2011-08-05  [2015-09-12]. 原始内容存档于2019-02-16 （日语）.
20. ↑  . Elizabeth Marry（@liz_marry1126） - Twitter. 2017-12-30  [2018-01-01]. （原始内容存档于2019-02-16） （日语）.
21. ↑  . IGB Network.   [2018-01-01]. 原始内容存档于2018-08-25 （日语）.
22. ↑  . 領英.   [2018-01-01] （英语）.
23. 1 2  . Techinsight Japan. 2013-08-02  [2015-09-12]. （原始内容存档于2018-08-22） （日语）.
24. ↑  . 水谷まり - Ameba部落格. 2011-03-31  [2015-09-12]. 原始内容存档于2018-08-20 （日语）.
25. ↑  . 水谷まり - Ameba部落格. 2010-01-23  [2015-09-12]. 原始内容存档于2018-08-21 （日语）.
26. ↑  . 水谷まり - Ameba部落格. 2010-09-21  [2015-09-12]. 原始内容存档于2020-11-09 （日语）.
27. ↑  . エリザベス･マリー(リズ) - Twitter. 2019-08-21  [2019-08-21]. （原始内容存档于2019-10-04） （日语）.
28. ↑  . 水谷まり - Ameba部落格. 2010-03-17  [2015-09-12]. 原始内容存档于2019-02-16 （日语）.
29. ↑  . Modelpress. 2013-06-18  [2015-09-12]. （原始内容存档于2019-04-16） （日语）.
30. ↑  . 水谷まり - Ameba部落格. 2010-02-19  [2015-09-12]. 原始内容存档于2018-08-21 （日语）.
31. ↑  . 水谷まり - Ameba部落格. 2010-09-25  [2015-09-12]. 原始内容存档于2018-08-21 （日语）.
32. ↑  . Liz / エリザベス･マリー - GREE Blog. 2011-10-05  [2015-09-12]. 原始内容存档于2019-02-16 （日语）.
33. ↑  . GirlsNews. 2012-10-18  [2015-09-12]. （原始内容存档于2020-10-20） （日语）.

## 外部連結
- 伊麗莎白·瑪麗的X（前Twitter）
- 舞台女優で踊ってみた的X（前Twitter）
- 伊麗莎白·瑪麗的Instagram帳戶
- Elizabeth Marry 官方部落格「生きてるだけで丸儲け！」 （页面存档备份，存于）
- Liz / Elizabeth Marry 官方部落格 - GREE （页面存档备份，存于）
- 水谷まり部落格『生きてるだけで丸儲け！』 （页面存档备份，存于）
- MiraSpider 官方部落格 （页面存档备份，存于）
- CHAiroiPLIN Dance Company - 成員介紹 （页面存档备份，存于）